# Sarāb (Stadt)
Sarab oder Serab (persisch سراب Sarāb) ist eine Kleinstadt im gleichnamigen Landkreis im Norden Irans. 

## Geografie
Sarab liegt etwa 100 Kilometer südwestlich von der Grenze zu Aserbaidschan und etwa 75 Kilometer südwestlich von der Großstadt Ardebil auf einer Höhe von etwa 1675 m in der Provinz Ost-Aserbaidschan.

## Geschichte
Der Ort war von 1750 bis 1813 Zentrum des Khanats Sarāb. Sarab, umgeben von Äckern des örtlichen Bewässerungsfeldbaus, ist ein berühmtes Zentrum für die Teppichherstellung. Der Name der bekannten und edlen Serapi-Teppiche, nach denen sogar ein englischer Kolonialdampfer namens HMS Serapi benannt wurde, leitet sich vom Namen der Stadt ab.